# Wironium
Wironium ist die Handelsbezeichnung einer von der Firma BEGO hergestellten biokompatiblen Legierung. Sie besteht aus 63 % Cobalt, 29,59 % Chrom, 5 % Molybdän, <2 % Silicium, <2 % Mangan, <2 % Eisen und maximal 0,17 % Kohlenstoff. Eingesetzt wird Wironium im medizinischen Bereich für Prothesen im Mundraum. Aufgrund des Fehlens von Nickel im Werkstoff sind keine allergischen Reaktionen beim Patienten zu erwarten.
Laut Herstellerangaben erfüllt der Werkstoff die in der Norm DIN EN ISO 6871-1 (1996) „Edelmetallfreie Dental-Gußlegierungen - Teil 1: Kobalt-Basis-Legierungen“ vorgegebenen Bedingungen.
Siehe auch: Wironit